# West-Europese Unie
De West-Europese Unie (WEU) was een West-Europese organisatie voor militaire samenwerking die heeft bestaan van 1954 tot 2011. De West-Europese Unie mag niet worden verward met de Europese Unie (EU), die haar taken intussen heeft overgenomen.

## Ontstaansgeschiedenis
De basis voor de WEU werd gelegd in het Verdrag van Brussel van 17 maart 1948 tussen België, Frankrijk, Luxemburg, Nederland en het Verenigd Koninkrijk, een echt militair bondgenootschap. Nadat in 1949 de Noord-Atlantische Verdragsorganisatie (NAVO) was gevormd, besloten de vijf landen van het Verdrag van Brussel hun militaire organisatie in de NAVO te doen opgaan.
De behoefte om de Bondsrepubliek Duitsland in de westerse veiligheidsstructuur op te nemen, leidde enkele jaren later tot het plan de Europese Defensiegemeenschap (EDG) op te richten, die de zes landen van de al eerder opgerichte Europese Gemeenschap voor Kolen en Staal zou omvatten. Dit "plan-Pleven" (genoemd naar René Pleven, maar eigenlijk afkomstig van Jean Monnet) beoogde de vorming van een gezamenlijk Europees leger, dat binnen de NAVO zou functioneren, en waarin de strijdkrachten van de zes landen (Frankrijk, de Bondsrepubliek Duitsland, Italië en de drie Benelux-landen) samengevoegd zouden worden. Nadat echter het Franse parlement de EDG in augustus 1954 had afgewezen, moest een alternatief geschapen worden om de Bondsrepubliek in de westerse defensie te integreren.
OP 23 september 1954 stelde de Britse minister van Buitenlandse Zaken Anthony Eden voor dat de Bondsrepubliek en Italië zouden toetreden tot het Verdrag van Brussel, om een gemeenschappelijke Europese defensie mogelijk te maken. In die constructie zou de Bondsrepubliek over een eigen leger kunnen beschikken, zij het met beperkingen en onder controle van een gemeenschappelijk Europees organisme. Dit "plan-Eden" werd enkele weken later aanvaard op een conferentie in Londen door de zes landen, Groot-Brittannië, de Verenigde Staten en Canada.
De "Londense regeling" kreeg definitief vorm op 23 oktober 1954 met de Verdragen van Parijs. Daarbij werd het Verdrag van Brussel gewijzigd en werd een echte organisatie gevormd, die de naam West-Europese Unie kreeg. Deze organisatie had aanvankelijk zeven lidstaten: de drie Benelux-landen, het Verenigd Koninkrijk, Frankrijk, de Bondsrepubliek Duitsland en Italië.

## Organisatie
De voornaamste organen van de WEU waren de permanente raad, waarin de regeringen van de lidstaten waren vertegenwoordigd, een algemeen secretariaat, geleid door een secretaris-generaal, en een parlementaire vergadering, bestaande uit parlementsleden van de lidstaten. De raad en het algemeen secretariaat waren aanvankelijk in Londen gevestigd, maar werden in 1989 overgeplaatst naar Brussel. De parlementaire vergadering had haar zetel in Parijs. In Parijs was er ook een instituut voor veiligheidsstudies.

## Evolutie
Het gewicht van de WEU is nooit groot geweest, waardoor de WEU ook vaak de schone slaapster wordt genoemd.
In het begin speelde de WEU vooral een rol bij de inpassing van de Bondsrepubliek Duitsland in de Atlantische alliantie. Ze hielp ook bij de toenadering tussen Frankrijk en de Bondsrepubliek in de kwestie rond het Saarland. De WEU vormde verder een brug tussen Groot-Brittannië en de zes andere lidstaten, die samen de Europese Gemeenschappen vormden. Na de toetreding van het Verenigd Koninkrijk tot de EG (1973) leidde de WEU echter een sluimerend bestaan. Europese militaire samenwerking gebeurde grotendeels binnen de NAVO. Alle WEU-landen waren immers lid van de NAVO, maar sommige Europese NAVO-landen waren geen lid van de WEU.
De "Verklaring van Rome" (1984) probeerde de West-Europese Unie nieuw leven in te blazen. De WEU moest uitgroeien tot de militaire arm van de EG. In die context traden Spanje en Portugal in 1989 toe tot de organisatie. Ook werd dat jaar de zetel van de WEU naar Brussel overgeplaatst.
Het einde van de Koude Oorlog en het uiteenvallen van het Warschaupact maakten het mogelijk dat ook neutrale landen en voormalige Oostbloklanden met de organisatie gingen samenwerken. Bovendien voorzag het Verdrag van Maastricht (1991) in een gemeenschappelijk veiligheidsbeleid voor de Europese Unie (zoals de EG was gaan heten). De bedoeling was de WEU daarin te integreren.
In 1992 werd daarom de status van geassocieerd lid ingevoerd voor Europese NAVO-landen die geen lid van de EU waren (aanvankelijk IJsland, Noorwegen en Turkije, vanaf 1999 ook de nieuwe NAVO-landen Hongarije, Polen en Tsjechië). Tegelijkertijd werd de status van waarnemer voorzien voor Denemarken (dat wel lid was van de NAVO maar binnen de EU een uitzonderingspositie had inzake defensie) en de EU-landen die niet tot de NAVO behoorden. Dat betrof aanvankelijk alleen Ierland, maar vanaf 1995 ook de nieuwe EU-lidstaten Finland, Oostenrijk en Zweden. In 1994 werd ten slotte de status van geassocieerde partner ingevoerd voor voormalige Oostbloklanden: Bulgarije, Estland, Letland, Litouwen, Roemenië, Slowakije en (vanaf 1996) Slovenië. Deze landen zouden later allemaal lid van de NAVO worden.
Griekenland werd in 1995 wel volwaardig lid van de WEU. Daardoor telde de WEU uiteindelijk 10 volwaardige lidstaten, 6 geassocieerde lidstaten, 5 waarnemende landen en 7 geassocieerde partners.
In 1999 werd Javier Solana, de hoge vertegenwoordiger voor het buitenlands beleid en de gemeenschappelijke veiligheid van de Europese Unie, ook secretaris-generaal van de WEU.
Toch lukte het niet om de WEU in te passen in het gemeenschappelijk buitenlands en veiligheidsbeleid (GBVB) dat de Europese Unie - zoals de EG was gaan heten - uitwerkte. Wel nam de EU geleidelijk de meeste taken van de WEU over. Een aantal nieuwe diensten van de EU, met name het Instituut voor veiligheidsstudies van de Europese Unie en het Satellietcentrum van de Europese Unie, waren voortzettingen van instellingen die eerder binnen de WEU bestonden.
Uiteindelijk resteerde van de WEU alleen de bepalingen uit het Verdrag van Brussel die de lidstaten verplichtten om een lidstaat bij te staan die het slachtoffer van agressie werd. Het Verdrag van Lissabon (2007) voerde echter een soortgelijke verplichting in voor de gehele EU. Daardoor was de WEU overbodig geworden en op 31 maart 2010 werd besloten de organisatie op te heffen. Op 30 juni 2011 beëindigde de WEU haar activiteiten.

## Secretaris-generaal van de WEU
| Periode     | Naam                        |
| ----------- | --------------------------- |
| 1955 - 1962 | Louis Goffin                |
| 1962 - 1970 | Maurice Iweins d'Eeckhoutte |
| 1971 - 1974 | Georges Heisbourg           |
| 1974 - 1977 | Friedrich-Karl von Plehwe   |
| 1977 - 1985 | Edouard Longerstaey         |
| 1985 - 1989 | Alfred Cahen                |
| 1989 - 1994 | Wim van Eekelen             |
| 1994 - 1999 | José Cutileiro              |
| 1999 - 2009 | Javier Solana               |
| 2009 - 2011 | Arnaud Jacomet              |

## Tijdlijn
|                          |                                        |                                                          |                                                          |                                                          |                                                          |                           |                           |                    |      |          |      |
| 1948                     | 1952                                   | 1958                                                     | 1967                                                     | 1987                                                     | 1993                                                     | 1993                      | 1999                      | 2002               | 2003 | 2009     | 2011 |
| Brussel                  | EGKS                                   | EEG / Euratom                                            | Fusieverdrag                                             | Europese Akte                                            | EU-Verdrag                                               | EU-Verdrag                | Amsterdam                 |                    | Nice | Lissabon |      |
|                          |                                        |                                                          | Europese Gemeenschap voor Kolen en Staal (EGKS)          |                                                          |                                                          |                           |                           |                    |      |          |      |
|                          |                                        | Europese Gemeenschap voor Atoomenergie (EURATOM)         |                                                          |                                                          |                                                          |                           |                           |                    |      |          |      |
|                          | Europese Economische Gemeenschap (EEG) | Europese Economische Gemeenschap (EEG)                   | → P Ĳ L E R S →                                          |                                                          | Europese Gemeenschap (EG)                                | Europese Gemeenschap (EG) | Europese Gemeenschap (EG) | Europese Unie (EU) |      |          |      |
|                          | ↑Europese Gemeenschappen↑              | ↑Europese Gemeenschappen↑                                | ↑Europese Gemeenschappen↑                                | Justitie & Binnenlandse Zaken (JBZ)                      | Europese Gemeenschap (EG)                                | Europese Gemeenschap (EG) | Europese Gemeenschap (EG) | Europese Unie (EU) |      |          |      |
|                          |                                        | Politiële & justitiële samenwerking in strafzaken (PJSS) | → P Ĳ L E R S →                                          |                                                          |                                                          |                           |                           | Europese Unie (EU) |      |          |      |
|                          | Europese politieke samenwerking (EPS)  | Gemeenschappelijk buitenlands & veiligheidsbeleid (GBVB) | Gemeenschappelijk buitenlands & veiligheidsbeleid (GBVB) | Gemeenschappelijk buitenlands & veiligheidsbeleid (GBVB) | Gemeenschappelijk buitenlands & veiligheidsbeleid (GBVB) |                           |                           | Europese Unie (EU) |      |          |      |
|                          | Europese politieke samenwerking (EPS)  |                                                          |                                                          |                                                          |                                                          |                           |                           | Europese Unie (EU) |      |          |      |
| West-Europese Unie (WEU) |                                        |                                                          |                                                          |                                                          |                                                          |                           |                           | Europese Unie (EU) |      |          |      |
|                          |                                        |                                                          |                                                          |                                                          |                                                          |                           |                           |                    |      |          |      |